# Districtul Balaka
Balaka este un district  în   statul Malawi. Reședința sa este orașul Balaka.